# Scott Paxson
Scott M. Paxson (født 3. februar 1983) er en professionel amerikansk fodbold-spiller fra USA, der spiller for det professionelle CFL-hold Montreal Alouettes. Han spiller positionen defensive tackle. Han har tidligere i en årrække spillet i NFL for blandt andet Green Bay Packers.